# Tuva Syvertsen
Tuva Syvertsen (née le 16 juillet 1983), est une musicienne norvégienne. Elle chante, joue du violon hardanger et de l'accordéon.

## Biographie
Tuva Syversten est née le 16 juillet 1983 à Oslo mais grandit sur l'île de Brønnøya.
Elle a  enregistré plusieurs albums, seule ou en coopération avec des artistes comme Hildegunn Øiseth, Aasmund Nordstoga, DumDum Boys. Elle est la chanteuse du groupe Valkyrien Allstars (en) où elle joue avec Ola Hilmen et Erik Sollid.
En 2010, elle participe à l'émission Det store korslaget sur TV 2. En 2012, elle participe à l'émission Stjernekamp sur NRK1.

### Hommages
- Grappas debutant Award 2006, avec Valkyrien Allstars
- Commission for Telemarkfestivalen 2012, avec Susanna Wallumrød

## Discographie
Avec Valkyrien Allstars
- 2007 : Valkyrien Allstars
- 2009 : To Måner
- 2011 : Ingen Hverdag
- 2014 : Farvel Slekt Og Venner

Avec d'autre personnes
- 2008 : Gangsterpolka avec Ompakara
- 2008 : Spelferd heim avec Rannveig Djønne
- 2009 : Hildring avec Hildegunn Øiseth
- 2009 : Ein visefugg avec Aasmund Nordstoga
- 2011 : Chapels and Bars avec Rita Engedalen
- 2012 : Ti Liv avec DumDum Boys
- 2012 : Broken Soul Blues avec Margit Bakken et Rita Engedalen

## Vie privée
Tuva Syvertsen est ouvertement lesbienne.